# Jacob van Lenneplaan 12 (Baarn)
Berg en Dal is een buitenplaats aan de Jacob van Lenneplaan 12 in Baarn in de provincie Utrecht. Het huis staat in het Wilhelminapark dat onderdeel is van rijksbeschermd dorpsgezicht Prins Hendrikpark e.o..
Om de imposante villa ligt een landschappelijk park met gazons, boomgroepen en een slingerende vijver. Het huis dat op het hoogste punt van het glooiende terrein staat, ontleent haar naam aan deze terreingesteldheid.

## Bouw
Op de plek van Berg en Dal stond een ouder herenhuis uit 1841 dat ook de naam Berg en Dal droeg. Bouwer van de Baarnse villa uit 1890 is de Baarnse aannemer W. van Doornik naar ontwerp van de Amsterdamse architecten J.P.F van Rossem en W.J.Vuyk. Zij ontwierpen ook het Amsterdamse Carré. De stukken grond droegen toen namen als Spitsheuvel en het dal Vredelust. De Hollandse neorenaissancestijl blijkt uit details als cartouches en trapgevels met klauwstukken, maar ook uit het bandwerk. Opvallend is de hoektoren aan de linkerkant van de voorgevel. Deze toren is drie bouwlagen hoog en heeft een opengewerkte lantaarn onder een uivormige bekroning.
De indeling van de kamers en zalen is nog goeddeels origineel, inclusief de mooie, negentiende-eeuwse stucplafonds en een deel van de haardpartijen. De vroegere oprijlaan liep vanaf de Amsterdamsestraatweg. De laatste restauratie was in 2003/2004.
Het voormalige koetshuis staat recht tegenover de villa op de Van Lenneplaan 33.

## Bewoners
Opdrachtgever voor de heer en mevrouw H. Luden - Bloemen. Twee familieleden lieten in Leusden het huis Stoutenburg bouwen. Voor de grote verbouwing van Berg en Dal in 1916 leken deze villa's erg op elkaar.  Berg en Dal wordt gebruikt door Het Apostolisch Genootschap.